# Rasul Gamzatovich Gamzatov
Rasul Gamzatovich Gamzatov (tiếng Avar: Расул ХIамзатов; tiếng Nga: Расул Гамзатович Гамзатов; 8 tháng 9 năm 1923 - 3 tháng 11 năm 2003) là một nhà thơ Nga. Ông là nhà thơ nổi tiếng nhất trong dòng văn học tiếng Avar.

## Tiểu sử và sự nghiệp
Rasul Gamzatov sinh ngày 8 tháng 9 năm 1923, cha của ông cũng là một nhà thơ nổi tiếng của Daghestan. Ông làm thơ từ khi 11 tuổi và được nhận giải thưởng Stalin vào năm 29 tuổi. Tác phẩm "Daghestan của tôi" cũng là một trong những tác phẩm nổi tiếng của ông được bạn bè khắp thế giới biết đến, trong đó có Việt Nam. Ông đã được trao tặng các danh hiệu "Nhà thơ nhân dân Daghestan", "Anh hùng lao động Liên Xô", "Nhà thơ lớn của thế kỷ XX" và giải thưởng "Hoa sen" của Hội nhà văn Á-Phi. Ông còn là Đại biểu Xô-viết tối cao Liên Xô nhiều năm liền và đảm nhận cương vị lãnh đạo Hội nhà văn Daghestan hơn nửa thế kỷ.
Những vần thơ về tình bạn, tình yêu, tình nhân ái của Gamzatov làm xúc động lòng người trên toàn thế giới. Song đó mới chỉ là bản dịch. Những đồng bào của ông khẳng định rằng trong tiếng Avar Kavka, những vần thơ đó còn hay hơn rất nhiều.
Tổng thống Vladimir Putin đã từng có lần mời Gamzatov đến chơi thành phố biển Sochi, nơi ông đang có chuyến công du và đích thân chúc mừng nhà thơ. Putin nói: "Bạn đọc yêu mến Gamzatov vì ông đã dạy chúng ta một cách rất chân thành và tinh tế những giá trị chung của con người như tình yêu, tình bạn, lòng thủy chung, sự trung thực... đã hàng chục năm nay, chưa nói đến văn đàn, ngay cả trong đời sống chính trị của đất nước, Rasul Gamzatov cũng là một tên tuổi không thể thiếu được...".
Ông có uy tín gần như tuyệt đối với tất cả mọi người ở Kavkaz, một vùng đất có nhiều xung đột sắc tộc, văn hóa, tôn giáo.
Ông đã từng viết các câu thơ sau nói các vấn đề trong xã hội:
...Tôi hoàn toàn không ngạc nhiên
Từ xưa tới nay vẫn thế
Thuốc độc, lòng tham và tiền
Có thể giết người ta rất dễ
Nhưng tôi không hiểu một điều
Vì sao, tôi không biết:
Rằng nhiều khi sự thật và tình yêu
Cũng có thể làm cho người ta chết...
Phụ nữ và tình yêu luôn là đề tài chính trong các tác phẩm của ông. Gamzatov được nhiều bạn trẻ biết đến với câu thơ nổi tiếng: "Tôi đã yêu hàng trăm người phụ nữ. Nhưng trong mỗi người đều mang bóng dáng em", và câu "không có ai hát hay bằng những người mẹ...".
Nhiều người nhầm Gamzatov với Abutalib là người nói câu nổi tiếng: "Nếu bạn bắn súng ngắn vào quá khứ thì tương lai sẽ bắn súng thần công vào bạn" ("If you fire at the past from a pistol, The future will shoot back from a cannon."). Lưu ý nếu dịch "pistol" là "súng lục" hoặc "cannon" là "đại bác" sẽ không chính xác, còn nếu đem bổ ngữ ra sau như bản dịch: "Nếu bạn bắn vào quá khứ bằng súng lục, thì tương lai sẽ bắn vào bạn bằng đại bác" thì lại khiến cho ta cảm giác không trôi chảy, mất hay.
Nhà thơ Bùi Chí Vinh đã từng bày tỏ: "...Ngoài đời tôi thích Che Guevara, còn trong văn học tôi thích một nhà thơ chỉ đại diện cho 500.000 dân nhưng tác phẩm lại gây dấu ấn mạnh toàn thế giới. Đó là Rasun Gamzatov, người con vĩ đại của dân tộc Dagestan...".
Bài thơ "Gửi người phụ nữ" của ông có ý thơ hơi giống bài "Lời cuối cùng" của Victor Hugo. Bài thơ đó có đoạn:
Nếu còn lại một nghìn thôi, tôi ở trong số đó.
Nếu còn lại một trăm, tôi vẫn chống địch không rời
Nếu còn lại có mười người, tôi là người cuối sổ
Và nếu chỉ một người còn đứng đó-ấy là tôi!
Còn bài của Gamzatov có đoạn:
Hỡi người phụ nữ, nếu có nghìn đàn ông yêu em, em có biết trong nghìn người ấy, có Rasul Gamzatov nữa mà
Còn nếu như chỉ có, trăm đàn ông yêu em, em hãy nhớ rằng trong số trăm người đó, nhất định Rasul Gamzatov có tên
Còn nếu như yêu em, đàn ông chỉ còn một chục, thì Rasul Gamzatov đứng thứ bảy hay tám trong hàng
Nếu đàn ông chỉ còn lại một người yêu em, tôi xin thề người đó không ai khác, ngoài Rasul Gamzatov em ơi...

## Một số tác phẩm
- Dagestan của tôi (văn xuôi)
- Gửi người phụ nữ
- Trái tim tôi thuộc về những ngọn núi
- Đàn sếu
- Những câu truyện truyền thuyết
- Bánh xe cuộc đời
- Những năm tháng và những con đường
- Người vợ thứ ba
- Hộp đen
- Độ tuổi thứ tư
- Patimat
- Mùa xuân trong công viên
- Hai bài thơ Xô nê

## Một số bài thơ
| Nếu một nghìn đàn ông Nếu trong đời có một nghìn đàn ông Nhờ mối mai trước nhà em tập hợp Hãy nhớ rằng trong một nghìn đàn ông Có tên anh – Rasul Gamzatov. Nếu từ lâu đã yêu em say đắm Đứng trước nhà một trăm kẻ đàn ông Trong số họ có một người trông ngóng Người miền rừng có tên gọi: Rasul. Nếu yêu em chỉ còn lại mười người Đứng trong hàng nóng lòng như lửa đốt Có một kẻ vừa buồn khổ, vừa vui Đó là anh – Rasul Gamzatov. Nếu yêu em tất cả còn chỉ một Kẻ điên cuồng thề thốt mãi tình chung Thì kẻ đó từ đỉnh cao chót vót Người miền rừng có tên gọi: Rasul. Còn nếu như em cô đơn buồn khổ Không còn ai yêu nữa buổi hoàng hôn Thì nghĩa là chốn cao nguyên đất đỏ Trên núi cao Gamzatov không còn. Hãy xử anh theo luật của tình yêu Nếu vì tất cả những gì đã làm Vì đã gây cho người yêu đau khổ Mà xét xử bằng tòa án thông thường Thì có thể, không phải ngồi nhà đá. Nhưng luật của mình mỗi người đều có Và anh không dám đợi sự khoan dung Em yêu ạ, hãy đem anh xét xử Theo bộ luật riêng dễ hiểu của mình. Hãy xét xử theo bộ luật của tình Hãy xác nhận lỗi lầm trong mọi thứ Và để chứng minh tội lỗi của anh Gọi về bình minh, hoàng hôn ngày cũ. Những gì mà ta hạnh phúc một thuở Và những gì trong máu em và anh. Bài ca Những ngày nắng không còn Chim bay về phía biển Chỉ còn em và anh Nối đuôi nhau ngày tháng. Anh và em, hai người Chỉ hai ta còn lại Em yêu quý nhất đời Anh yêu em nhường ấy! Anh nhìn mái tóc em Như chưa từng được ngắm.. Lông tơ trắng của chim Vào tóc đen đã bám… Dù trên mái tóc anh Tuyết nằm, không tan chảy.. Nhưng em yêu của anh Đẹp nhất, như ngày ấy. Màu sắc của mùa xuân Và đàn chim trở lại. Nhưng màu của tóc mình Cùng xuân không quay lại. Ta cười với mặt trời Và nổi đau còn lại.. Em yêu quý nhất đời Anh yêu em nhường ấy. Bản dịch của Hồ Thượng Tuy | Если в мире тысяча мужчин Снарядить к тебе готовы сватов, Знай, что в этой тысяче мужчин Нахожусь и я – Расул Гамзатов. Если пленены тобой давно Сто мужчин, чья кровь несется с гулом, Разглядеть меж них не мудрено Горца, нареченного Расулом. Если десять влюблены в тебя Истинных мужей, огня не спрятав, Среди них, ликуя и скорбя, Нахожусь и я – Расул Гамзатов. Если без ума всего один От тебя, не склонная к посулам, Знай, что это – с облачных вершин Горец, именуемый Расулом. Если не влюблен в тебя никто И грустней ты сумрачных закатов, Значит, на базальтовом плато Погребен в горах Расул Гамзатов. Суди меня по кодексу любви Когда б за все, что совершили мы, За горе, что любимым причинили, Судом обычным каждого б судили, Быть может, избежали б мы тюрьмы. Но кодекс свой у каждого в груди, И снисхождения не смею ждать я. И ты меня, любимая, суди По собственным законам и понятьям. Суди меня по кодексу любви, Признай во всех деяньях виноватым, Чтоб доказать мою вину, зови Минувшие рассветы и закаты. Все, чем мы были счастливы когда-то И что еще живет у нас в крови. Песня Исчезли солнечные дни, И птицы улетели, И вот одни проводим мы Неделю за неделей. Вдвоем с тобой, вдвоем с тобой Остались ты да я... Любимая, любимая, Бесценная моя! На косы вновь твои смотрю, Не налюбуюсь за день... Птиц улетевших белый пух Пристал к отдельным прядям... Пусть у меня на волосах Лежит, не тая, снег... Но ты, моя бесценная, Как прежде, лучше всех. Все краски вешние неся, Вернутся снова птицы. Но цвет волос, но цвет волос С весной не возвратится. И солнцу улыбнемся мы, Печали не тая.. Любимая, любимая, Бесценная моя. |